# 杨新人
杨新人（1938年—），四川人，中华人民共和国政治人物，中国国民党革命委员会中央委员会原常务委员，第六、七、八、九、十届全国人大代表。杨森第十七子。